# Klaus Mylius

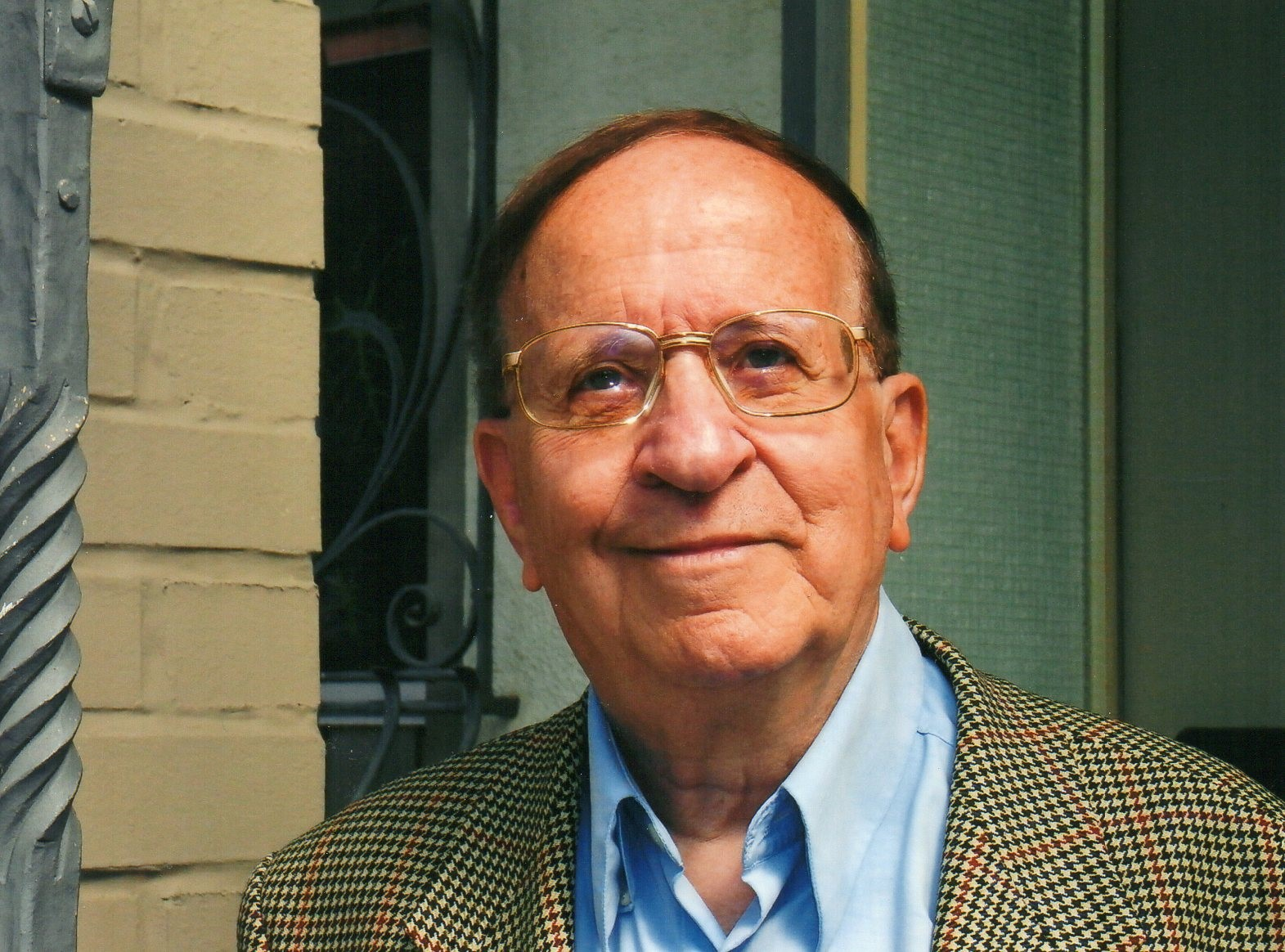
Klaus Mylius (2018)

Klaus Albert Robert Curt Mylius (* 24. August 1930 in Berlin; † 28. Juni 2025 in Gottenheim) war ein deutscher Indologe. Er wirkte von 1976 bis 1991 als außerordentlicher Professor für Sanskritistik und Indische Altertumskunde an der Universität Leipzig, danach war er Lehrbeauftragter an den Universitäten in Bayreuth und Frankfurt am Main.

## Leben
Klaus Mylius, Sohn eines Berufsoffiziers und einer Sekretärin und Hausfrau, besuchte nach der Volksschule das Prinz-Heinrichs-Gymnasium in Berlin-Schöneberg und ab 1943 das Potsdamer Viktoria-Gymnasium. Als Kind erlebte er die Bombenangriffe der Alliierten auf Berlin, durch die seine Familie dreimal ihre Wohnung verlor. Im Kriegsjahr 1945 wurde der Jugendliche nach Siegersleben (Magdeburger Börde) evakuiert. Danach war er bis 1948 als Landarbeiter und Zeitungsträger tätig. Von 1946 bis 1948 absolvierte er eine kaufmännische Lehre im Warenvertrieb Siegersleben. Von 1948 bis 1952 arbeitete er für verschiedene Dienststellen der SED, FDJ und DSF. Anschließend leitete Mylius bis 1953 in Halle (Saale) die Zentralschule für Filmvorführer des Staatlichen Komitees für Filmwesen. Von 1953 bis 1955 war er als Dozent an der Volkshochschule der Stadt Halle tätig.
1954 konnte Klaus Mylius eine Sonderreifeprüfung an der damaligen Arbeiter- und Bauernfakultät (ABF) der Martin-Luther-Universität Halle-Wittenberg (MLU) ablegen. Anschließend studierte er an der Hallenser Universität von 1954 bis 1958 Geographie (Abschluss als Diplom-Geograph) und von 1957 bis 1961 Indologie (Abschluss als Diplom-Indologe). Von 1958 bis 1964 arbeitete er als wissenschaftlicher Oberassistent am Geographischen Institut der MLU Halle-Wittenberg. Hier wurde Mylius 1962 zum Dr. rer. nat. in Geographie mit der Dissertation zum Thema Ökonomische Geographie Pakistans promoviert (Gutachter waren der Geograph Rudolf Käubler und der Indologe Karl Ammer). 1964 folgte seine zweite Promotion zum Dr. phil. in Indologie zum Thema Die gesellschaftlichen Zustände Indiens nach dem Śatapatha-Brāhmana (Gutachter: Karl Ammer und Walter Markov).
Als Habilitationsaspirant wechselte Mylius 1964 an das Indische Institut der Karl-Marx-Universität Leipzig, wo er sich 1968 mit einer Arbeit zum Thema Indien in mittelvedischer Zeit nach den Sanskrit-Quellen dargestellt habilitierte (Gutachter: Karl Ammer, Rigobert Günther und Walter Markov). Ab 1969 war er an der Universität Leipzig zunächst als wissenschaftlicher Oberassistent und von 1970 bis 1976 als Hochschuldozent für Sanskritphilologie in der Sektion Afrika- und Nahostwissenschaften tätig. 1976 wurde er hier außerordentlicher Professor für Sanskrit und Indische Altertumskunde. Von 1973 bis 1990 leitete er außerdem die Fachgruppe Altorientalistik. Als Inoffizieller Mitarbeiter war Mylius auch für das Ministerium für Staatssicherheit tätig.
Nach der Wiedervereinigung Deutschlands wurde Mylius Anfang 1991 für dienstunfähig erklärt und das sächsische Wissenschaftsministerium berief ihn von seiner Stelle an der Universität Leipzig ab. Stattdessen übernahm er von 1991 bis 1994 einen Lehrauftrag am Institut für Religionswissenschaft der Universität Bayreuth. Von 1996 bis 2022 war er Lehrbeauftragter für alt- und mittelindische Sprachen am Institut für Vergleichende Sprachwissenschaft bzw. für indoarische Sprachen am Institut für Empirische Sprachwissenschaft der Johann Wolfgang Goethe-Universität in Frankfurt am Main.
Klaus Mylius gilt als international anerkannter Indologe, der sein spezielles Fachgebiet Sanskrit und Indische Altertumskunde vertrat. Bis ins hohe Alter veröffentlichte er hierzu neue Buchprojekte.

## Privatleben
In erster Ehe war er mit Karin Mylius verheiratet, die 1986 verstarb. Aus dieser Ehe stammen ein Sohn und eine Tochter. Mylius war ab 1989 erneut verheiratet. Er lebte in Gottenheim bei Freiburg i. B. Am 28. Juni 2025 verstarb Mylius in Gottenheim.

## Mitgliedschaften
- 1986–1992: ordentliches Mitglied der Sächsischen Akademie der Wissenschaften zu Leipzig (Philologisch-historische Klasse)
- 1992–1994: korrespondierendes Mitglied der Sächsischen Akademie der Wissenschaften zu Leipzig (1994 ausgetreten)[9]
- seit 1996: gewähltes Mitglied der Leibniz-Sozietät der Wissenschaften zu Berlin (Klasse für Sozial- und Geisteswissenschaften)[10]
- seit 2004: ordentliches Mitglied der Berliner Wissenschaftlichen Gesellschaft[11]

## Auszeichnungen
- 1985: Friedrich-Weller-Preis der Sächsischen Akademie der Wissenschaften zu Leipzig
- 2000: Rabindranath-Tagore-Literaturpreis der Deutsch-Indischen Gesellschaft; verliehen zu gleichen Teilen an Klaus Mylius und Hans Wolfgang Schumann[12] (Der Preis an Mylius wurde aus politischen Rücksichten des Vorsitzenden Hans-Georg Wieck nicht übergeben.)[13]

## Veröffentlichungen
Klaus Mylius legte mehr als 25 eigene Buchpublikationen vor und war weiterhin an nahezu 50 Büchern beteiligt, die jeweils mehrere, teilweise bis zu fünf Auflagen erreichten. Hinzu kommen etwa 450 wissenschaftliche Artikel und Rezensionen.
- Literatur von und über Klaus Mylius im Katalog der Deutschen Nationalbibliothek
- Das Kamasutra. Deutsche Übersetzung aus dem Sanskrit und eingeleitet von Klaus Mylius. Reclam, Leipzig 1987. Zuletzt Reclam, Stuttgart 1999, ISBN 978-3-15-009781-6.
- Geschichte der altindischen Literatur. 2. überarb. u. erg. Auflage, Harrassowitz, Wiesbaden 2003 (zuerst Leipzig 1983), ISBN 3-447-04772-0.
- Sanskrit – Deutsch, Deutsch – Sanskrit. Wörterbuch. Harrassowitz, Wiesbaden 2005, ISBN 3-447-05143-4.
- Śaurasenī – Grammatik und Glossar. Harrassowitz, Wiesbaden 2018, ISBN 978-3-447-11130-0.